# 香川のの
香川 のの（かがわ のの、1953年5月20日 - ）は、宝井プロジェクト所属の日本の女優。香川県出身。身長159 cm。体重53 kg。劇団青俳養成所卒業。趣味・特技は茶道、華道、チベット体操、香川弁。

## 出演

### テレビドラマ
- 「介護の達人」（NHK）
- 火曜サスペンス劇場（日本テレビ）
  - 「警視庁鑑識班」第8作「逃亡生活14年 ― 整形までした時効間近の女の突然の心変わり」（1999年12月14日）[3]
  - 「どうぞ安らかに」第3作「つぐないとは家族とは何か? 殺された老婦人の遺産相続人は仮出所の家政婦 古い8ミリ映画に刻まれた出生の秘密」（2003年8月12日）[4]
- 連続テレビ小説「ちゅらさん」（2001年4月2日 - 9月29日、NHK）[5]
- 「警視庁鑑識班2004」第8話（2004年3月3日、日本テレビ）[6]
- 土曜ワイド劇場「タクシードライバーの推理日誌」第18作「バックミラーの殺意」（2004年4月3日、テレビ朝日）[7]
- 「私のおじさん〜WATAOJI〜」最終話（2019年3月8日、テレビ朝日） - 清掃員 役[8]
- 「赤ひげ」第2シリーズ（2019年11月1日 - 12月20日、NHK BSプレミアム） - 患者 役[9]
- 「SEDAI WARS」第1話・第4話・第5話（2020年1月8日・1月29日・2月5日、TBS）[10][11]
- 「世にも奇妙な君物語」第1話（2021年3月5日、WOWOW） - 居酒屋の女将 役[12][13]
- 「孤独のグルメ」Season9 第2話（2021年7月17日、テレビ東京） - 客の老夫婦・妻 役[14]
- 「緊急取調室」第4シリーズ 第4話（2021年8月12日、テレビ朝日）[15]

### 映画
- 「無宿」（1974年10月4日）
- 「実録飛車角 狼どもの仁義」（1974年10月5日）
- 「龍飛岬」（1988年1月6日）

### その他
- 「痛快TV スカッとジャパン」第234回「あっという間にスカッと」（2021年3月8日、フジテレビ）[16][17]
- 「テン・ゴーカイジャー」（2022年3月9日発売予定） - おばあさん 役